# Determinizm technologiczny
Determinizm technologiczny lub inaczej determinizm techniczny – kierunek myśli socjologicznej, przypisujący technice i technologii oraz zachodzącym w nich zmianom zasadniczą rolę w kształtowaniu rzeczywistości społecznej. Głównymi przedstawicielami tego nurtu są Thorstein Veblen i Wesley Clair Mitchell, którzy również byli zwolennikami technokratyzmu (Veblen był nawet członkiem Ruchu Technokratycznego). 
Zwolennikami determinizmu technologicznego byli także myśliciele i uczeni: William Fielding Ogburn, Daniel Bell, Lewis Morgan, Gerhard Lenski, Leslie White, Raymond Kurzweil oraz Clarence Edwin Ayres.
Determiniści technologiczni uważają, że technologia jest autonomiczna i że nie podlega ona ludzkiej kontroli. Jej rozwój jest żywiołowy i nie da się go powstrzymać. 
Nurt ten jest związany z ewolucjonizmem kulturowym (zwanym też ewolucjonizmem kulturowo-społecznym), który jest zbiorem teorii opisujących ewolucję społeczeństwa, które przechodzi przez poszczególne etapy podczas rozwoju społecznego.
Determinizm technologiczny widoczny jest w następujących przykładach: przy przedstawianiu życia społecznego jako odbicia technik - przywiązanie do utożsamiania świata ludzi i świata maszyn oraz przy przedstawieniu techniki jako bytu autonomicznego. 
Determinizm technologiczny dotyka scjentyczne nurty cybernetyki, które są przywiązane do utożsamiania świata ludzi i świata maszyn. To nałożenie dwóch płaszczyzn przedstawiających życie społeczne jako odbicie technik, czy mieszanie mechanizmów instrumentalnych z ludzkością.Technologia kreuje wartości, których dominującym aspektem jest technika. Człowiek, jako jej użytkownik, znajduje się w tym układzie na pozycji o wiele gorszej, pomimo licznych korzyści jakie oferuje rozwój technologii. Współcześnie w kontekście tego hasła pojawia się również problematyka wyznaczania granicy tego, kiedy człowiek zacznie być postrzegany jako maszyna – jako rezultat nasilającej się ekspansji technologicznej w ludzką naturę i organizm człowieka. W zależności od podejścia determinizm techniczny może jawić się jako transhumanistyczna utopia lub jako tragiczna w skutkach dystopia. 